# Халльстрём, Лассе
Ларс Свен (Ла́ссе) Ха́лльстрём (швед. Lars Sven «Lasse» Hallström, род. 2 июня 1946, Стокгольм) — шведский кинорежиссёр, трёхкратный номинант на премию «Оскар».

## Биография
Мать будущего режиссёра — Карин Люберг (1907—2000) — была писательницей, а его дед по материнской линии Эрнст Люберг — министром финансов Швеции в первом кабинете Карла Густава Экмана (1926—1928) и лидером Либеральной партии Швеции (1930—1933). Его отец — Нильс Халльстрём — был дантистом, а также кинолюбителем, снимавшим семейное видео на 8-миллиметровую плёнку. Сын перенял увлечение отца.
Поначалу Халльстрём оттачивал своё мастерство, создавая музыкальные видеоклипы, в частности для группы «ABBA». Например, в клипе песни «Mamma Mia» впервые использовал переключение фокуса в музыкальном ритме — на разном расстоянии стоящих в профиль и анфас солисток.
Международный успех к нему пришёл после киноленты 1985 года «Моя собачья жизнь». С этого момента Лассе переключился на американский рынок. Его работа 1999 года «Правила виноделов» была семикратно номинирована на премию «Оскар». В двух номинациях картина завоевала премию Американской киноакадемии.

### Личная жизнь
У Халльстрёма двое детей: сын Юхан (род. 1976) от первого брака с Малу Халльстрём (ум. 3 февраля 2005 года) и дочь Тура (род. 1995) от актрисы Лены Олин, его второй жены.

## Фильмография
- 1975 — A Guy and a Gal (En Kille och en tjej)
- 1977 — ABBA: Фильм / ABBA: The Movie
- 1979 — Father to Be (Jag är med barn)
- 1981 — Tuppen
- 1981 — Gyllene Tider — Parkliv
- 1983 — Två killar och en tjej
- 1985 — Моя собачья жизнь / Mitt liv som hund
- 1986 — Мы все из Бюллербю / Alla vi barn i Bullerbyn
- 1987 — Mer om oss barn i Bullerbyn
- 1991 — Ещё кружок / Once Around
- 1993 — Что гложет Гилберта Грэйпа / What’s Eating Gilbert Grape
- 1995 — Повод для разговоров / Something to Talk About
- 1995 — Люмьер и компания / Lumière et compagnie (коллектив режиссёров)
- 1999 — Правила виноделов / The Cider House Rules
- 2000 — Шоколад / Chocolat
- 2001 — Корабельные новости / The Shipping News
- 2005 — Незаконченная жизнь / An Unfinished Life
- 2005 — Казанова / Casanova
- 2007 — Мистификация / The Hoax
- 2009 — Хатико: Самый верный друг / Hachi: A Dog’s Tale
- 2010 — Дорогой Джон / Dear John
- 2011 — Рыба моей мечты / Salmon Fishing in the Yemen
- 2012 — Гипнотизёр / Hypnotisören
- 2013 — Тихая гавань / Safe Haven
- 2014 — Пряности и страсти / The Hundred-Foot Journey
- 2017 — Собачья жизнь / A Dog’s Purpose
- 2018 — Щелкунчик и четыре королевства / The Nutcracker and the Four Realms
- 2022 — Хильма / Hilma
- 2024 — Мгла / The Darkness
- TBA — Карта, ведущая к тебе[англ.] / The Map That Leads to You

## Видеография
Практически все видеоклипы «ABBA» были сняты и срежиссированы Халльстрёмом. Есть всего восемь исключений в виде клипов к «Ring Ring» (1974), «When I Kissed the Teacher» (1977), «Chiquitita» (1979) — производства BBC; «I Have a Dream» (1979), «On and On and On» (1980), «Lay All Your Love On Me» (1981), «The Day Before You Came (1982)» и «Under Attack» (1983) — которые были сделаны режиссёрским дуэтом Челля Сундвалля и Челля-Оке Андерссона.

## Музыкальные видеоклипы
Список видеоклипов «ABBA», где режиссёром выступал Лассе Халльстрём:
- 1974 — «Waterloo»
- 1974 — «Mamma Mia»
- 1975 — «SOS»
- 1975 — «Bang-A-Boomerang»
- 1975 — «I Do, I Do, I Do, I Do, I Do»
- 1976 — «Fernando»
- 1976 — «Dancing Queen»
- 1976 — «Money, Money, Money»
- 1977 — «Knowing Me, Knowing You»
- 1977 — «That's Me»
- 1977 — «The Name of the Game»
- 1978 — «Take a Chance on Me»
- 1978 — «Eagle»
- 1978 — «One Man, One Woman»
- 1978 — «Thank You for the Music»
- 1978 — «Summer Night City»
- 1979 — «Does Your Mother Know»
- 1979 — «Voulez-Vous»
- 1979 — «Gimme! Gimme! Gimme! (A Man After Midnight)»
- 1980 — «The Winner Takes It All»
- 1980 — «Super Trouper»
- 1980 — «Happy New Year»
- 1981 — «When All Is Said and Done»
- 1981 — «One of Us»
- 1982 — «Head Over Heels»